# Architráv

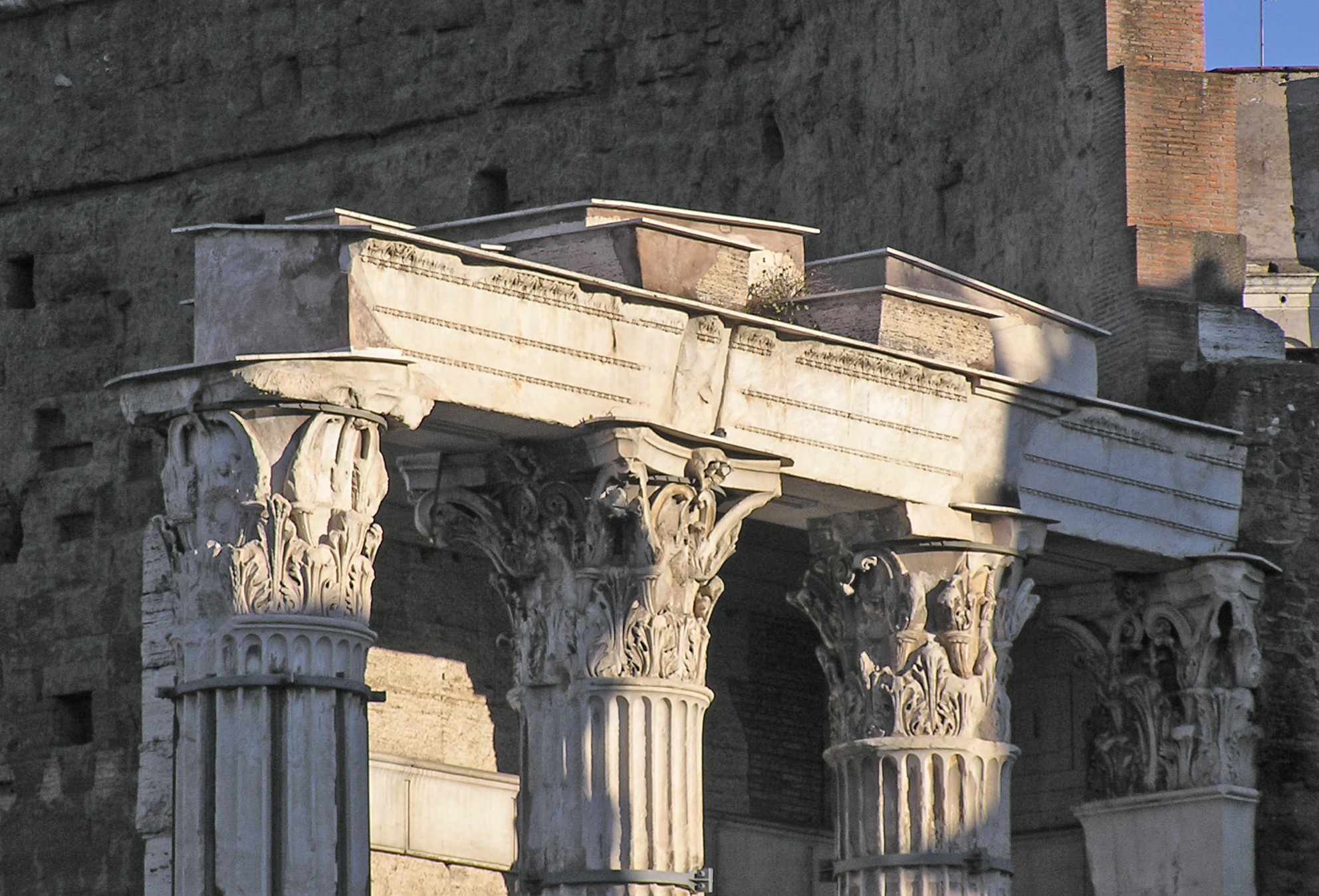
Mars Ultor temploma Augustus fórumán, Róma

Az architráv vagy episztülion a görög templomok homlokzati alakításánál kialakult oszlopos és gerendázatos rendszer kiváltó eleme. Ezen nyugszik a födémszerkezet és a tetőgerendázat, az architráv az oszlopoknak adja át ezek terhelését.
Fontos szerepe van a klasszikus oszloprendekben. Az architráv nem terhelhető annyira, mint a boltív, ezért sűrűn kell alátámaszani oszlopokkal.